# Ранньохристиянські пам'ятники Абхазії
Ранньохристиянські пам'ятки Абхазії — культові споруди ранньохристиянського періоду на території Абхазії , хронологічно визначені IV—VIII століттями.
Згідно церковній традиції христианизация в західній частині Грузії зв'язана з апостольскими часами — I (апостольским) століттям. Проповідниками християнської релігії вважаються Андрій Первозваний, Симон Кананіт и Левія Матвій. Святе Письмо підтверджується письмовими згадками істориків III—IV століть. Перші церкви Східного Причорномор'я з'явилися в прибережних римських гарнізонних фортецях. Римські гарнізони складалися, здебільшого, з вихідців Малої Азії — регіону, де християнські ідеї спочатку почали поширюватися. Багато солдатів гарнізонів, імовірно, вже були знайомі з ідеями нової віри, що могло сприяти формуванню християнського світогляду серед місцевого населення. Цьому також сприяло переселення до Абхазії християн, які зазнавали переслідувань у Римскій імперії. Відкриття археологами ранньохристиянських церков дало важливі матеріали про час християнізації населення цього регіону. В Абхазії було виявлено (станом на 2006 рік) 26 пам'яток, що належать до ранньохристиянського періоду. Пам'ятки храмового зодчества Абхазії у науковій літературі представлені нерівномірно, багато храмів не досліджувалися і не були введені до наукового обігу. У цій статті представлені головним чином пам'ятки, які були досліджені та де проводилися археологічні розкопки, а також культові об'єкти, де проводилися лише розвідувальні роботи.
Основним джерелом статті (списку) є книга російського археолога Л. Р. Хрушкова «Раннехристианские памятники Восточного Причерноморья» — перша узагальнююча робота про ранні християнські пам'ятки Східного Причорномор'я. Перелік храмів представлений у порядку адміністративно-територіальних поділів Абхазії (за районами) та Грузії (за муніципалітетами) з півночі на південь.

| Назва                                                                                             | Місцезнаходження об'єкта | Датування                                            | Краткое описание | Изображение |
| ------------------------------------------------------------------------------------------------- | --- | ---------------------------------------------------- | --- | ----------- |
| Гагрський район / Гагрський муніципалітет                                                         | |                                                      | |             |
| Церква Абаа́та (Абаатська церква Іпатія Гангрського, Гагрська церква Покрови Пресвятої Богородиці) | 43°19′32″ пн. ш. 40°13′25″ сх. д. / 43.3255° пн. ш. 40.2237° сх. д. Гагра, територія фортеці Абаата | Рубеж V—VI вв. (или начало VI в.) (предположительно) | Діюча християнська церква. Вперше була досліджена Ф. Дюбуа де Монпере в 1833 році. Церква була збудована з великих блоків гагрського вапняку. У плані храм являв собою невелику споруду з напівкруглою апсидою та двома боковими симетричними портиками. У другій половині XIX століття гагрська церква зазнала реконструкції, внаслідок чого її вигляд значно змінився, особливо східна частина. Від давнього декору зберігся один декоративний елемент — камінь у кладці західної стіни (не на первісному місці), з рельєфним зображенням хреста у колі. Нові обміри та опис були зроблені грузинською дослідницею М. Дідебулідзе, яка визначає тип церкви як «трицерковну базиліку». |             |
| Храмовий комплекс Ахаш-ниха                                                                       | Село Алахадзи (місцевість Ахаш-ниха) за 2 км від берега моря | 2-га половина V — початок VI ст. (припущення)        | Перші обстеження місцевості провела П. С. Уварова у 1886 році. Комплекс складався з трьох церков, дві з яких є ранньохристиянськими (№ 1 і № 2). Храм № 1 — найдавніша споруда комплексу, тринавна базиліка з трьома виступаючими апсидами та великим тричастинним нартексом, що належить до доюстиніанівського часу. Загальні зовнішні розміри храму становлять 50×28 м. Це найбільша церква раннього середньовіччя у Західному Закавказзі. Центральна нава більш ніж удвічі ширша за бічні. Вона відділялася від бічних п'ятьма парами масивних стовпів і парою більших стовпів, зміщених до центру, на які спиралася тріумфальна арка. Центральна апсида мала п'ятикутну зовнішню форму, а бічні — напівциркульну. Усі три апсиди розташовувалися на одній лінії, що дозволяло бічним апсидам безпосередньо сполучатися з центральною. Базиліка, ймовірно, мала кроквяне перекриття, чотирисхилий дах та підвищену центральну наву. |             |
| Храмовий комплекс Ахаш-ниха                                                                       | Село Алахадзи (місцевість Ахаш-ниха) за 2 км від берега моря | Кінець VIII — перша половина IX ст.                  | text-align: left; |             |
| Храмовий комплекс Ахаш-ниха                                                                       | Село Алахадзи (місцевість Ахаш-ниха) за 2 км від берега моря | X в.                                                 | text-align: left; |             |
| Храмовий комплекс на городищі Пітіунт.                                                            | Місто Піцунда. | Перша половина IV ст.                                | Релігійний комплекс розташовувався всередині міських стін, де протягом IV—VI століть чотири церкви послідовно змінювали одна одну.На початку 1970-х років на території комплексу була виявлена найдавніша церква (№ 1), яку дослідники ідентифікували як єпископську кафедру Стратофіла. Храм був збудований за межами стін каструма. Комплекс був оточений стіною канаби лише у V столітті, коли на місці двох перших церков звели третю. «Стратофілівська» церква була простою однонавною спорудою з напівкруглою апсидою, яка переходила у поздовжні стіни будівлі. Розміри храму становили 26,2×11,3 м. Церква № 1 датується періодом між 313 і 325 роками. У середині IV століття вона була знищена пожежею. |             |
| Храмовий комплекс на городищі Пітіунт.                                                            | Місто Піцунда. | IV—V ст.                                             | text-align: left; |             |
| Храмовий комплекс на городищі Пітіунт.                                                            | Місто Піцунда. | Друга половина V ст.                                 | text-align: left; |             |
| Храмовий комплекс на городищі Пітіунт.                                                            | Місто Піцунда. | Початок VI ст.                                       | text-align: left; |             |
| Храми за міськими стінами Пітіунта (церкви № 5, № 6, № 7)                                         | Місто Піцунда. | Друга половина VI ст.                                | text-align: left; |             |
| Храми за міськими стінами Пітіунта (церкви № 5, № 6, № 7)                                         | Місто Піцунда. | Друга половина V ст.                                 | text-align: left; |             |
| Храми за міськими стінами Пітіунта (церкви № 5, № 6, № 7)                                         | Місто Піцунда. | Друга половина VI ст. (або початок VII ст.)          | text-align: left; |             |
| Храм Пшоухуа.                                                                                     | Село Пшоухуа, на лівому березі річки Псоу. | VI—VII ст. (припущення)                              | Храм Пшоухуа досліджувався абхазькими археологами у 2004—2005 роках. Споруда являла собою ззовні прямокутну в плані однонавну базиліку з напівкруглою вписаною апсидою всередині. До нави з південного і північного боків були прибудовані приміщення різних розмірів, а із заходу — притвор, ширина якого менша за ширину основної нави. Притвор був прибудований значно пізніше від церкви. Західна стіна нави має дверний проріз шириною 1,35 м. У північній стіні також є дверний проріз, від якого починається апсидне напівкругле обрисування вівтаря. Вівтарне напівкружжя має підковоподібну форму в плані. Краї вівтаря заходять за лінію діаметра та звужують його західну частину. Південна сторона нави не була розчищена, але в ній також простежуються сліди дверного прорізу. Бічні приміщення не досліджувалися археологами. Загальні розміри церкви становлять 12,2×11 м, розміри основного залу — 8,4×4,2 м. Стіни базиліки були складені з великих білих вапнякових плит із заповненням між ними. Перекриття храму — склепінчасте. Внутрішня розчистка показала, що пам'ятка двічі зазнавала пожежі. Рання пожежа залишила шар попелу до 2 см, пізня — до 10 см. |             |
| Хашупсинська фортецька церква                                                                     | 43.425° пн. ш. 40,1216° сх. д. За 2 км на північ від села Хашупса, на лівому березі річки Хашупса. | VI ст. (припущення)                                  | Церква розташовувалася всередині Хашупсинської фортеці на її найвищій точці. Це одноапсидна однонавна невелика споруда з зовнішніми розмірами 16,2×6,9 м. Її стіни збереглися на висоту близько пів метра. Напівкругла зовні і підковоподібна зсередини апсида безпосередньо переходить у поздовжні стіни. Перед навою прибудовано невеликий вестибюль, який вужчий за наву. Нартекс відсутній. Церква збудована з тесаного каменю. |             |
| Цандрипшскій храм                                                                                 | Поселок міського типу Цандрыпш, розташований за 200 м на північ від гирла річки Махадыр, знаходиться за координатами: Широта: 43,3796° пн. ш. Довгота: 40,0802° сх. д.                                                          | VI ст.                                               | Триапсидна трінава базиліка з нартексом і прилеглим до нього портиком. Перші дослідження провів В. А. Леквінадзе, який датував пам'ятку періодом між 527 і 542 роками. У результаті розкопок 1980 року були виявлені раніше невідомі елементи плану: хрестильна купіль, гробниці, мармурові декоративні фрагменти, фрагменти грецьких написів. Загальні зовнішні розміри храму становлять 27,5×16,8 м. Характерною та незвичною рисою споруди є розширені східні кінці бічних нав, які виконували функції баптистерію та меморіальної каплиці. Базиліка добре збереглася порівняно з іншими ранньохристиянськими пам'ятками Абхазії. Недалеко від храму, в гирлі річки Махадир, збереглися сліди давньої фортеці та поселення. |             |
| Гудаутский район / Ґудаутський муніципалітет                                                      | |                                                      | |             |
| Аба-Антська церква.                                                                               | Північна окраїна села Лихни (місцевість Аба-Анта). | VII—VIII ст.                                         | Однонавна базиліка з гранчастою апсидою, двома симетричними бічними приміщеннями та нартексом. Церква була розкопана і попередньо обстежена Л. А. Шервашидзе у 1976 році та датована VI—VIII століттями. Дослідник Л. Д. Рчеулішвілі відносить церкву до типу «трицерковної базиліки» (аналогічно до Абаатської церкви в Гаграх) і датував її VI століттям. У південному бічному приміщенні виявлено кам'яну гробницю, яка, ймовірно, виконувала функцію меморіальної каплиці. Стан збереження базиліки поганий. |             |
| Сухумський район. / Сухумський муніципалітет.                                                     | |                                                      | |             |
| Ранньохристиянський культовий архітектурний комплекс у Себастополісі.                             | Сухум, приморська частина римської території Сухумської фортеці, розташована за координатами: Широта: 42,9958° пн. ш. Довгота: 41,0162° сх. д. Це історична частина міста, яка була частиною римської фортеці в регіоні Сухума. | Рубіж IV—V ст. (або початок V ст.)                   | До єдиного архітектурного комплексу входять октагональна церква та прилегла до неї базиліка середніх розмірів. Центр комплексу — октагон, оточений восьмигранною галереєю. До чотирьох граней галереї, орієнтованих за сторонами світу, примикають додаткові однакові приміщення передпрямокутної форми з більшою зовнішньою стороною. Церква не має апсиди, а наявність чотирьох приміщень («хрестів») створює хрестоподібну симетричну форму храму в плані. У центрі октагона розташована купольна екседра, орієнтована на осі схід—захід. Екседра має аналогії не в Кавказькому чи Причорноморському регіоні, а в пам'ятках територій, значно віддалених від Причорномор'я, зокрема у групі церков Північної Сирії. Зі східного боку до октагона примикала трінава базиліка з п'ятикутною апсидою ззовні та напівциркульною зсередини. До базиліки з північного боку було прибудовано додаткове окреме приміщення. Базиліка, розташована у вільному просторі між південною та східною частинами «хреста» октагона, створює таким чином єдиний архітектурний комплекс. Простір між південно-східною гранню октагона і західною стіною базиліки слугував своєрідним нартексом базиліки та використовувався як мартирій. Після перебудови базиліка з трінавої перетворилася на однонаву. У 542 році, під час війни з персами, візантійці самі зруйнували укріплення Себастополіса та Пітіунта. |             |
| Гулрипшський район. /Гульрипшський муніципалітет.                                                 | |                                                      | |             |
| Драндська хрестово-купольна церква.                                                               | Північна окраїна села Дранда розташована за координатами: Широта: 42,8742° пн. ш. Довгота: 41,1621° сх. д. Це село знаходиться в Абхазії, поблизу історичних пам'яток, таких як Драндська хрестово-купольна церква.             | VI−VII ст. (припущення)                              | Триапсидна хрестово-купольна церква за планом поєднує елементи ротонди та хреста. Склепінчасті кам'яні перекриття сприяли збереженню храму від руйнувань і пожеж. Поєднання ротонди та хреста своєрідно визначає зовнішні об'єми та внутрішній простір. Алтарна частина, окрім центральної апсиди, включає жертовник і дияконник. Уздовж стіни центральної апсиди розташований синтрон із сидінням у центрі. У південній частині нартекса знаходиться хрестильна купіль. За своїми розмірами, архітектурним типом і збереженістю церква є пам'яткою, що вважається «унікальною для Східного Причорномор'я». |             |
| Мрамбська базиліка.                                                                               | Село Мрамба знаходиться за координатами: Широта: 43,0126° пн. ш. Довгота: 41,2541° сх. д. Це село, ймовірно, розташоване в Абхазії.                                                                                             | VI−VII ст.                                           | Проста за планом невелика однонавна церква з апсидою, яка має п'ятикутну форму ззовні та підковоподібну зсередини. Залишки фундаментів були розкопані у 1981 році Ю. Н. Вороновим і О. Х. Бгажбою поруч із руїнами нової церкви, збудованої у 1920 році. У цьому місці були знайдені фрагменти вапнякових плит із зображеннями ранньохристиянських символів. Подібні церкви з простим планом відносять до «ранньофеодальної» епохи. |             |
| Храмовий комплекс Келасурського монастиря.                                                        | За 12 км від гирла річки Келасур (уздовж долини) на її правому березі, за 300 м від води. | VI−VII ст.                                           | Комплекс являє собою залишки трьох споруд, оточених руїнами стіни з баштою. Основним об'єктом у комплексі є храм № 1 — однонавна зальна базиліка з двома прибудовами IX—X століть. На південний схід від цього храму розташована споруда прямокутної форми, яку, ймовірно, можна було використовувати як трапезну або баптистерій. У п'ятнадцяти метрах південніше храму № 1 знаходиться храм ранньої побудови № 2 — однонавна споруда без видимих прибудов. Загальні зовнішні розміри церкви № 2 становлять 7,45 × 6 м, площа — близько 25 м². У конструктивному плані цей храм відрізняється від першого тим, що апсидна частина виступає назовні у формі півкола. У внутрішній частині апсиди розташоване вівтарне вікно. На північній і південній сторонах апсиди є невеликі прямокутні ніші. Храм має один дверний проріз у західній стіні. Церква побудована з тесаних вапнякових блоків. Примішка піску в зв'язуючому розчині становить 8 %. На основі архітектурного типу храму та складу зв'язуючого розчину церква датується, ймовірно, VI—VII століттями. |             |
| Церковний комплекс у фортеці Цибіла.                                                              | Село Цебельда. | V—VI ст. (припущення)                                | Комплекс складався з трьох церков, дві з яких є ранньохристиянськими (№ 2 і № 3), а одна (№ 1) належить до епохи пізнього середньовіччя. Храм № 3 — найдавніша споруда комплексу, розташована за 3 м на північ від храмів № 1 і № 2. Відноситься до типу однонавних базилік. Східна частина нави завершується виступаючою апсидою, яка має напівкруглу форму як зовні, так і зсередини. З західного боку розташовувався нартекс, а з південного — група додаткових приміщень, зокрема тричастинний баптистерій (із трьома частинами ритуалу) із хрестоподібною хрестильною купіллю та невеликі меморіальні приміщення. Загальні зовнішні розміри храму становили 22,47×17,8 м.. |             |
| Церковний комплекс у фортеці Цибіла.                                                              | Село Цебельда. | Кінець VI — перша половина VII ст. (припущення)      | text-align: left; |             |
| Церковний комплекс у фортеці Цибіла.                                                              | Село Цебельда. | Пізнє середньовіччя.                                 | text-align: left; |             |
| Церква у фортеці Шапка.                                                                           | За 7 км на захід від села Цебельда. | Друга чверть VI ст.                                  | Церква у фортеці Шапка була розкопана О. Х. Бгажбою у 1983 році. Повністю розкопки не були завершені, але основні частини храму були виявлені. Споруда представляла собою невелику квадратну будівлю в плані розмірами 8×8 м. Найкраще збереглася західна стіна, від східної залишилися лише фундаменти. Церква мала два входи: один у центрі західної стіни, інший у південній стіні, зміщений до сходу. У східній частині храму була виявлена прямокутна алтарна платформа, у центрі якої знаходиться основа престолу. Прямокутна алтарна частина є унікальним випадком для цього регіону. Перед алтарною платформою збереглися два фундаменти для опор алтарної огорожі. З північного боку до вівтаря прилягала гробниця. Будівля була зведена з каменю, а в конструкції деяких деталей інтер'єру використовувалися цеглини довжиною 28—32 см і шириною 15—22 см. Церква та фортеця датуються 30—50-ми роками VI століття. |             |
| Очамчирський район / Очамчирський муніципалітет.                                                  | |                                                      | |             |
| Церква на городищі Гюенос.                                                                        | Поблизу міста-порту Очамчира. | Друга половина V ст. — перша половина VII ст.        | Під час будівництва Очамчирського морського порту в 1936—1937 роках археологи виявили античне поселення, яке було ідентифіковано як давньогрецький поліс Гюенос, заснований у VI столітті до н. е. Археологічні розкопки 1981, 1983 та 1985 років виявили тут три основні культурні шари. У середньовічному шарі була знайдена ранньохристиянська церква. Завдяки збереженим фундаментам і залишкам стін план церкви вдалося повністю відновити. Це однонавна церква з широкою напівциркульною апсидою. До основного об'єму з двох боків прилягали два невеликих приміщення, розташованих симетрично. Нартекс незвичайної форми охоплював частину нави з південного боку. Загальні зовнішні розміри храму становили 23×19,5 м. Наявність додаткових приміщень із різним розташуванням дверних прорізів у них свідчить про їх різноманітні функції: південне приміщення слугувало каплицею, а північне, ймовірно, призначалося для кліру. Нартекс мав три входи: два у західній стіні та один — у південній, що свідчить про зручність доступу до храму різних груп віруючих. За особливостями плану та технікою будівництва церква Гюеноса датується другою половиною V століття — першою половиною VII століття. |             |
| Баптистерій у Зіганісі (Гудаве)                                                                   | Село Гудава | Близько V ст.                                        | Під час розкопок, проведених П. П. Закарією та В. А. Леквінадзе у 1969—1972 роках, були виявлені залишки споруд римської епохи та невеликий баптистерій. Церква, до якої він належав, не була знайдена. Ця місцевість недостатньо досліджена археологічно. Хрестильня в плані має форму прямокутника (9×6 м) з напівкруглою апсидою, у якій знаходилася купіль. Апсида відділялася від основного приміщення стіною. Знайдені тут керамічні антефікси можуть свідчити, що баптистерій існував до X століття. |             |
| Ткварчельський район.                                                                             | |                                                      | |             |
| Храм в селі Махур                                                                                 | Село Махур, гора Анихварта. | VI ст. (припущення)                                  | Культова споруда розташована на горі Анихварта (Наохуаме). Місцеві жителі вшановують цю гору як святиню. На її вершині християнами було встановлено залізний хрест. На горі було виявлено кам'яну споруду — руїни давнього храму. Після археологічного обстеження з'ясувалося, що це залишки невеликої церкви зального типу розмірами 6,7×3,8 м, із збереженими стінами висотою близько одного метра. Заміри параметрів храму були зафіксовані лише з внутрішнього боку. У південній і західній стінах церкви видно дверні прорізи шириною близько 1 м. Дверний проріз також виявлено у північній стіні, проте він був закладений під час подальшого ремонту. Стіни храму складені з обкатаного галькового каміння та облицьовані квадрами світло-сірого пісковику. Камені ретельно підігнані й скріплені вапняним розчином. Вміст піску у зв'язувальному розчині кладки становить 8 %. На основі знайдених двох залізних хрестів Мухурський храм, імовірно, датується VI століттям . |             |
| Гальський район / Гальський муніципалітет.                                                        | |                                                      | |             |
| Храм в селі Таглан                                                                                | Селище Цамхар у селі Таглан. | VII ст. (припущення)                                 | Зальна однонавна базиліка з напівкруглою виступаючою апсидою. Храм добре зберігся у частині південної (до висоти 5 м) та східної стін, а також у південно-західному куті. На південній стіні видно три підсводні арки, які спираються на прямокутні імпости, що, у свою чергу, лежать на простих пілястрах. Апсида має одне вікно. У західній стіні, на рівні фундаменту, по всій ширині храму зафіксовано нартекс, що свідчить про те, що західна стіна також мала вхід. Пам'ятка має розміри 9,5×7,2 м. Стіни складені з галькового каміння на вапняному розчині й облицьовані вапняковими плитами. На основі архітектурного типу храму та складу зв'язувального розчину церква датується, імовірно, VII століттям. |             |